# Juan de Espinosa
|  | Per a altres significats, vegeu «Juan de Espinosa (músic)». |

Juan d'Espinosa (actiu entre 1628 i 1659), va ser un pintor barroc espanyol, especialitzat en la pintura de natura morta.
Es coneixen dos pintors gairebé homònims, actius a Madrid i dedicats tots dos a la pintura de natures mortes, la qual cosa ha donat lloc a confusions entre ells i fins i tot amb un altre Juan d'Espinosa, daurador de retaules, documentat a Madrid entre 1608 i 1613, casat amb Maria d'Aranda en la parròquia de Sant Sebastià. El segon dels fills d'aquest matrimoni, nascut el 1610 i també anomenat Juan, podria ser el més conegut dels dos pintors de natura morta d'aquest nom.
El major dels Espinosa dedicats a aquest estil ha de ser el que signa Joanes Bapta. Despinosa faciebat Anno D'1624, en un quadre amb peces de plata que hi ha a la Fundació Hilman Reksten de Bergen  (Noruega), on fa servir la mateixa fórmula que va emprar el 1612 en ingressar en la confraria del Sagrament de la parròquia de Sant Sebastià de Madrid. En data incerta va taxar el retaule major de la parroquial d'Alcaudete de la Jara (Toledo), la qual cosa ha donat motiu a pensar que repartia la seva activitat entre Madrid i Toledo. Poc més se sap d'ell, tret que havia mort ja en 1641, quan la seva vídua va fer testament. Estilísticament és pintor està estretament vinculat a l'obra de Juan van der Hamen, amb el seu mateix sentit de l'ordre i de la simetria.
El segon, més jove, actiu encara en 1659, va signar Juan d'Espinosa a la carta de dot del pintor Francisco de Burgos Mantilla el 1645, la mateixa data que portava una Natura morta de flors i fruites, del Museu del Louvre, signat de la mateixa manera. Es tracta d'un pintor més lliure, de colors brillants i il·luminació intensa aplicada a composicions complexes. De la mateixa mà que l'oli del Louvre són sengles natures mortes de fruites del Museu Nacional del Prado i la Natura morta amb ocell mort del Museu de Còrdova (dipòsit del Prado), procedents tots tres de les col·leccions reials, en tots els quals mostra el mateix tractament preciosista dels raïms, aconseguit a força de veladures, i l'entonació vermellosa clara. Més complexa és la relació que s'estableix entre les diferents peces a la Natura morta vuitavada amb raïms, signat el 1646. Ingressat el 2006 a la col·lecció del Museu del Prado, amb altres dos obres d'Espinosa procedents de la col·lecció Naseiro. Hi figura un ocellet mort, ara en disposició diagonal, entre raïms, peres, pomes, alguna fruita seca i un atuell de fang vermellós mexicà semblant a l'emprat a l'esmentada obra del Louvre. El tractament detallat i alhora fresc de les fruites, particularment dels raïms, que semblen rebre la llum des del seu interior, i la utilització de contraluces per perfilar les fulles de pàmpol, aproximen estilísticament el treball d'aquest pintor a l'obra de Juan Fernández (pintor), el Pagès.
Encara es coneix un altre Juan d'Espinosa coetani, pintor navarrès que va morir el 1653 en San Millán de la Cogolla, quan treballava en les pintures del claustre, pintor discret d'obres religioses apegat a la tradició clarobscurista.